# Legetøjsbil
En legetøjsbil er som regel en skalamodel af en rigtig bil (modelbil), men kan dog også være mere eller mindre fantasifulde 'kreationer' (f.eks. Transformers). De er primært beregnet som legetøj for børn, men er også samlerobjekter for voksne samlere. Tekno var den største danske fabrik for legetøjsbiler mellem 1928 og 1972, men der var adskillige andre danske fabrikater. I dag foregår størstedelen af produktionen i Østasien.